# Trichogramma pinneyi
Trichogramma pinneyi är en stekelart som beskrevs av Schulten och Feijen 1978. Trichogramma pinneyi ingår i släktet Trichogramma och familjen hårstrimsteklar.
Artens utbredningsområde är Malawi. Inga underarter finns listade i Catalogue of Life.